# Szełechowe (obwód chmielnicki)
Szełechowe (ukr. Шелехове) – wieś na Ukrainie, w obwodzie chmielnickim, w rejonie chmielnickim, w hromadzie Derażnia. W 2001 roku liczyła 211 mieszkańców.